# Generalinspekteur der Marine
El inspector general de la Marina (en alemán: Generalinspekteur der Marine) era un cargo en el gobierno del Imperio alemán. Fue establecido en 1871 como la autoridad de mando del Almirantazgo Imperial alemán y duró intermitentemente hasta 1919.
El primer inspector general fue el almirante prinz Adalberto de Prusia, quien había ocupado este cargo en la predecesora de la Armada prusiana y la Armada de la Confederación Alemana del Norte. Sirvió bajo el mando directo del emperador, controlando las inspecciones en toda la marina para mantener las regulaciones para la máxima eficiencia. Cuando Adalberto murió el 6 de junio de 1873, el puesto quedó vacante.
Solo en marzo de 1899, cuando Guillermo II asumió el cargo de comandante supremo de la Armada a través de la Admiralstab (Personal del Almirantazgo), el inspector general fue reactivado. El almirante Hans von Koester ocupó el cargo desde el 14 de marzo de 1899 hasta el 29 de diciembre de 1906, cuando la oficina quedó nuevamente vacante.
El almirante príncipe Enrique de Prusia ocupó el cargo desde el 1 de octubre de 1909 hasta el 10 de agosto de 1918.
Existe una oficina similar (Inspekteur der Marine) en la marina de la moderna República Federal de Alemania.

## Lista deGeneralinspektoren der Marine
| N.º |  | Inspector general                               | Tomó posesión        | Abandonó el cargo       | Tiempo en el cargo |
| --- |  | ----------------------------------------------- | -------------------- | ----------------------- | ------------------ |
| 1   |  | Almirante Prinz Adalberto de Prusia (1811-1873) | 1871                 | 6 de junio de 1873      | 1-2 años           |
| 2   |  | Almirante Hans von Koester (1844-1928)          | 14 de marzo de 1899  | 29 de diciembre de 1906 | 7 años, 290 días   |
| 3   |  | Almirante Prinz Enrique de Prusia (1862-1929)   | 1 de octubre de 1909 | 10 de agosto de 1918    | 8 años, 313 días   |

## Banderas delGeneralinspekteur der Marine

Bandera del Generalinspekteur usada en 1899-1900.
Bandera del Generalinspekteur usada temporalmente en 1900.
Bandera del Generalinspekteur usada en 1900-1918.